# Просянский сельский совет (Нововодолажский район)
Просянский сельский совет — входит в состав Нововодолажского района Харьковской области Украины.
Административный центр сельского совета находится в селе Просяное.

## Населённые пункты совета
- село Просяное
- село Дереговка
- село Новопросянское
- село Лихово